# Aerenicopsis championi
Aerenicopsis championi là một loài bọ cánh cứng trong họ Cerambycidae.